# استان آلباسته
آلباسته (Albacete) یکی از استان‌های اسپانیا در جنوب بخش خودمختار کاستیا-لامانچا است.
جمعیت آلباسته ۳۸۷٬۶۵۸ نفر است (۲۰۰۶).
مرکز آن آلباسته است.
شهرهای دیگر با بیش از ۱۰٬۰۰۰ نفر عبارتند از: هیین (Hellín)، آلمانسا (Almansa)، بیاربلدو (Villarrobledo)، لا ردا (La Roda) و کاودته (Caudete).
این استان ۸۷ دهستان دارد.